# Patrik Andersson
Patrik Jonas „Bjärred“ Andersson (* 18. August 1971 in Borgeby) ist ein ehemaliger schwedischer Fußballspieler. Der Abwehrspieler, der zwischen 1992 und 2002 96 Länderspiele für die A-Nationalmannschaft bestritt und dabei drei Tore erzielte, wurde 1995 und 2001 mit dem Guldbollen als „Schwedens Fußballer des Jahres“ ausgezeichnet. Heute ist er als Vereinsfunktionär tätig.

## Karriere

### Beginn in Schweden
Andersson begann seine Karriere im Alter von acht Jahren bei seinem Heimatverein Bjärreds IF. Sein Vater, der ehemalige schwedische Nationalspieler Roy Andersson, wollte, dass er sich erst dann dessen vormaligem Klub Malmö FF anschloss, sobald er in der ersten Mannschaft mitspielen kann. Daher wechselte er erst im Sommer 1988 als 17-Jähriger zu MFF, für den er ein Jahr später in der Allsvenskan debütierte. Unter Trainer Roy Hodgson gehörte er in der Spielzeit 1989 parallel zur Erstliga- und zur Jugendmannschaft. Im Herbst des Jahres erreichte er mit der Nachwuchsmannschaft die Endspiele um die schwedische Meisterschaft. Da am gleichen Tag ein Spiel in der Allsvenskan anstand, trat er zunächst mit der A-Mannschaft gegen AIK an, ehe er später beim 2:0-Hinspielerfolg gegen den Nachwuchs von IF Brommapojkarna mitwirkte. Nach einer 0:2-Niederlage im Rückspiel ging auch das Entscheidungsspiel – dieses Mal ohne das Mitwirken Andersson – verloren und nach der Endspielniederlage in der Allsvenskan gegen IFK Norrköping verpasste er nur knapp seine ersten beiden Titelgewinne.
Vor der Spielzeit 1990 übernahm Bob Houghton das Traineramt bei Malmö FF. Unter dessen Leitung avancierte Andersson endgültig zum Stammspieler, wobei er je nach Bedarf als Innenverteidiger oder defensiver Mittelfeldspieler zum Einsatz kam. Zwar gelangen ihm mit der Mannschaft nunmehr nur noch Mittelfeldplätze, dennoch spielte er sich in das Notizbuch des Nationaltrainers Tommy Svensson. Am 29. Januar 1992 debütierte er bei der 0:1-Niederlage gegen die Australische Nationalmannschaft an der Seite von Håkan Mild, Stefan Rehn und Magnus Erlingmark im schwedischen Nationaljersey. Als Innenverteidiger an der Seite von Jan Eriksson etablierte er sich in der Mannschaft und stand bei der Europameisterschaft 1992 in der Gruppenphase auf dem Spielfeld. Bei der 2:3-Niederlage im Halbfinale gegen die Auswahl Deutschlands, dem späteren Zweiten der Europameisterschaft, kam er aufgrund einer Gelbsperre nicht zum Einsatz.

### Jahre im Ausland
Nach Ende der Spielzeit 1992 verließ Andersson im Herbst des Jahres Schweden. Mittlerweile international bekannt, wechselte er nach England zum Erstligisten Blackburn Rovers. Dort setzte ihn Trainer Kenny Dalglish hauptsächlich im Mittelfeld ein, wo er jedoch nicht überzeugte und kaum zum Einsatz kam.
Nach nur einem Jahr wechselte Andersson im Herbst 1993 nach Deutschland zum Bundesligisten Borussia Mönchengladbach. Ab seinem Debüt beim 3:2-Erfolg über Werder Bremen am 19. November des Jahres war er unter Trainer Bernd Krauss Stammspieler. Nach dem Ende der Spielzeit, die er mit dem Klub als Tabellenzehnter beendete, gehörte er beim Weltmeisterschaftsturnier 1994 zum Kader der schwedischen Auswahl. In den Vereinigten Staaten kam er in allen sechs Endrundenpartien der Nationalmannschaft zum Einsatz und trug somit zum dritten Rang, dem besten Ergebnis seit der Weltmeisterschaft 1958, bei. In der Folge wurde er mit der Mannschaft mit der Svenska-Dagbladet-Goldmedaille für die beste schwedische Sportleistung ausgezeichnet.
Am Ende der Saison 1994/95 gewann Andersson, der alle 34 Bundesliga-Spiele bestritt, den ersten Titel. Nachdem in der Liga der fünfte Platz belegt worden war, gewann er mit der Mannschaft das Endspiel um den DFB-Pokal 1994/95 nach Toren seines Landsmanns Martin Dahlin, von Stefan Effenberg und Heiko Herrlich mit dem 3:0-Erfolg über den Zweitligisten VfL Wolfsburg den DFB-Pokal. Ende des Jahres wurden seine guten Leistungen mit der Auszeichnung zu Schwedens Fußballer des Jahres honoriert. In der folgenden Spielzeit erreichte er mit der Borussia im Europapokal der Pokalsieger 1995/96 das Viertelfinale des Wettbewerbs. Dort scheiterte der Klub nach dem 2:2-Unentschieden im Heim- nach der 0:1-Niederlage im Auswärtsspiel am niederländischen Erstligisten Feyenoord Rotterdam. Mit vier Saisontoren in 33 Spielen verhalf er dem Team zum vierten Tabellenplatz, so dass man in der Folgesaison weiterhin im Europapokal vertreten war. Obwohl der FC Arsenal zu Saisonbeginn durch zwei Siege im UEFA-Pokal 1996/97 aus dem Wettbewerb geworfen wurde, verlief die folgende Spielzeit durchwachsen. Nach dem Zweitrundenaus gegen den AS Monaco belegte Andersson mit dem Verein lediglich den zehnten Platz.
Längst zum Stammspieler in der Nationalmannschaft geworden, beerbte Andersson im Laufe des Jahres 1997 Jonas Thern, der verletzungsbedingt seine internationale Karriere beendete, als Mannschaftskapitän der Landesauswahl. Ein Jahr später wurde ihm dieselbe Ehre auf Klubebene zuteil, als er zu Beginn der Saison 1998/99 als Nachfolger des zum FC Bayern München abgewanderten Stefan Effenberg zum Mannschaftskapitän der Gladbacher aufstieg. In 28 Bundesligaspielen konnte er dennoch den Abstieg des mehrfachen deutschen Meisters aus der Bundesliga nicht verhindern, wurde aber dennoch beim einhundertjährigen Vereinsjubiläum im August 2000 von den Anhängern in die „(Borussen-)Elf des Jahrhunderts“ gewählt.
Zur Saison 1999/2000 wechselte Andersson für eine Ablösesumme von rund vier Millionen D-Mark zum FC Bayern München. Zunächst nur Ergänzungsspieler, gewann er mit dem Klub am Saisonende den Meistertitel und den DFB-Pokal 1999/2000, als die Mannschaft durch Tore von Giovane Élber, Paulo Sérgio und Mehmet Scholl Werder Bremen deutlich mit 3:0 bezwang. Zudem zog er mit der Mannschaft ins Halbfinale der Champions League ein, in dem sich der spätere Sieger Real Madrid durchsetzte. Nach Ende der Saison nahm er mit der Nationalmannschaft, die sich seit 1994 nicht mehr für ein großes Turnier qualifiziert hatte, an der Europameisterschaft 2000 teil. Dabei kam er in zwei Vorrundenspielen zum Einsatz, nachdem er bei der 1:2-Niederlage gegen Belgien des Feldes verwiesen wurde. Als Gruppenletzter schied die Mannschaft frühzeitig aus dem Wettbewerb aus.
Im folgenden Jahr gehörte er über weite Strecken der Spielzeit zu den Stammspielern, fiel aber zwischendurch häufiger mit kleineren Verletzungen aus. Am letzten Spieltag der Saison 2000/01 erzielte er beim 1:1-Unentschieden im Auswärtsspiel gegen den Hamburger SV seinen einzigen Bundesligatreffer für den FC Bayern München, als er in der 4. Minute der Nachspielzeit einen indirekten Freistoß verwandelte. Mit diesem Ausgleichstor verhalf er dem Klub zum Gewinn der Meisterschale, da somit der FC Schalke 04 überflügelt wurde. Vier Tage später stand er mit dem Klub im Endspiel um die Champions League 2000/01 gegen den spanischen Vertreter FC Valencia, das im Elfmeterschießen entschieden wurde. Obwohl sein Elfmeter von Santiago Cañizares gehalten wurde, gewann die Mannschaft nach drei von Oliver Kahn parierten Strafstößen die Trophäe.
Im Juli 2001 verließ Andersson Deutschland nach 212 Bundesligapartien. Für eine Ablösesumme von etwas mehr als 15 Millionen D-Mark wechselte er nach Spanien, wo er beim FC Barcelona einen Vier-Jahres-Kontrakt unterzeichnete. Ende 2001 wurde er zum zweiten Mal zu Schwedens Fußballer des Jahres gekürt. Verletzungsbedingt kam er bis Ende 2003 jedoch nur auf 19 Einsätze für den katalanischen Klub in der Primera División. Daher verpasste er auch die Weltmeisterschaft 2002, in deren Vorbereitung er im Mai beim 1:1-Remis gegen Japan sein letztes von 96 Länderspielen bestritt, bei der er durch Andreas Jakobsson als Innenverteidiger ersetzt wurde. Nachdem die Mannschaft im Achtelfinale ausgeschieden war, beendete er seine Nationalmannschaftskarriere, in der ihm drei Treffer gelangen.

### Rückkehr nach Schweden
Im Januar 2004 kehrte Andersson nach zwölf Jahren zu seiner ersten Profistation Malmö FF zurück. An der Seite von Spielern wie Andreas Yngvesson, Afonso Alves, Mattias Asper und Daniel Majstorović bestritt er zehn Ligaspiele und trug so zum Gewinn des Lennart-Johansson-Pokals für den schwedischen Landesmeister bei. In der folgenden Spielzeit bestritt er neun weitere Partien, ehe er sich im August 2005 in einem Qualifikationsspiel zur Champions League 2005/06 gegen den Schweizer Klub FC Thun einen Kreuzbandriss und Meniskusschaden zuzog. Kurze Zeit später verkündete er sein Karriereende.

### Beginn als Vereinsfunktionär
Im Oktober 2007 wurde Andersson die Übernahme einer Funktion bei seinem ehemaligen Verein Malmö FF angeboten, was er jedoch ablehnte. Im Dezember des folgenden Jahres entließ der Klub nach vier erfolglosen Jahren seinen Sportchef Hans Borg und machte Andersson zu dessen Nachfolger. Seit 2011 ist Andersson mitverantwortlich für den skandinavischen Vertrieb der Fußballmarke Pelé Sports.

## Sonstiges
Andersson wurde als Sohn des schwedischen Nationalspielers Roy Andersson geboren und ist der ältere Bruder von Daniel, der in seiner Karriere ebenfalls Nationalspieler wurde.
2020 berichtete er, dass er mit seiner Familie in Stockholm wohne und in der Immobilien-Branche arbeite.
Parallel zu Anderssons Laufbahn in den 1990er Jahren in Schweden lief in der Allsvenskan Patrik Andersson auf. Um die beiden Spieler mit gleich klingendem Namen besser unterscheiden zu können, gab man ihnen ihre Heimatorte als Spitznamen. So erhielt Andersson seinen Spitznamen „Bjärred“, während der Konkurrent als Patrik „Trelleborg“ Andersson bezeichnet wurde.

## Erfolge
- Dritter der Weltmeisterschaft 1994
- Champions League 2001
- Schwedischer Meister 2004
- Deutscher Meister 2000, 2001
- DFB-Pokal-Sieger 1995, 2000
- Ligapokal-Sieger: 1999, 2000

## Auszeichnungen
- Fußballer des Jahres in Schweden 1995, 2001
- UEFA Team of the Year: 2001